# Nhà ma

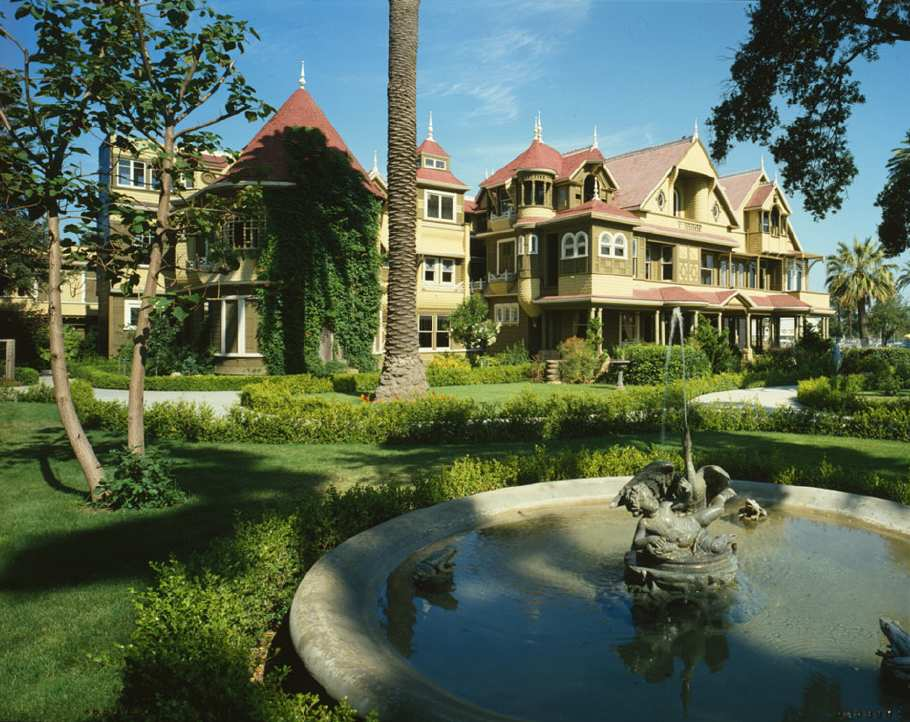
Ngôi nhà Winchester Mystery đã được báo cáo là bị ma ám

Nhà ma hay ngôi nhà bị ma ám là những ngôi nhà hoặc tòa nhà khác thường được coi là nơi sinh sống của những vong hồn quái gở từ những người quá cố có liên quan đến chủ của những căn nhà này. Sự ám ảnh từ các hồn của người chết và ảnh hưởng của các sự kiện bạo lực hoặc bi kịch trong quá khứ của tòa nhà như giết người, chết do tai nạn, hoặc tự tử.
Ngày nay khoa học đã cố gắng lý giải cho sự nhận thức rằng một ngôi nhà bị ma ám có nhiều nguyên nhân bao gồm tiếng ồn do nội tại cấu trúc, những giấc mơ, cơn ác mộng, ám thị và ảnh hưởng của các chất độc hại trong môi trường có thể gây ra ảo giác. Trong một cuộc thăm dò của Viện Gallup năm 2005 cho thấy 37% người Mỹ, 28% người Canada, và 40% người Anh bày tỏ niềm tin rằng nhà có thể bị ma ám.

## Nguyên nhân
Theo nhà khoa học Terence Hines, những âm thanh cót két, cọt kẹt, và tiếng ồn lạ thường hiện diện trong bất kỳ ngôi nhà, đặc biệt là những người lớn tuổi và những tiếng động như vậy có thể dễ dàng nhầm lẫn với tiếng bước chân của những người có xu hướng tưởng tượng sự hiện diện của một người đã chết đang ở nhà trong nhà của họ. Điều tra viên Joe Nickell cho biết trong nhiều trường hợp ông điều tra, ông đã tìm thấy lời giải thích chính đáng cho hiện tượng ám ảnh, chẳng hạn như ảo ảnh vật lý, những giấc mơ và những tác động của bộ nhớ. Theo Nickell, sức mạnh của lời đề nghị cùng với thiên vị xác nhận đóng một vai trò lớn trong những câu chuyện ma.
Nhà nghiên cứu chất độc Albert Donnay tin rằng việc tiếp xúc mãn tính với các chất như carbon monoxit, thuốc trừ sâu, và formaldehyde có thể dẫn đến ảo giác của các loại liên quan đến ngôi nhà ma. Donnay phỏng đoán về mối liên hệ giữa sự phổ biến của đèn khí trong thời kỳ Victoria và bắt đầu câu chuyện thế kỷ 20 của nhìn thấy ma và những câu chuyện ma, mô tả nó như là Hội chứng ngôi nhà ma. Donnay nói rằng nhiễm độc khí carbon monoxide có liên quan để ngôi nhà ma ít nhất là từ những năm 1920 khi trích dẫn một bài báo năm 1921 về một gia đình người bị đau đầu, ảo giác thính giác, mệt mỏi, u sầu, và các triệu chứng khác liên quan đến ngôi nhà ma ám. Michael Persinger, Jason Braithewaite, và những người khác, cho rằng hiện tượng trên là do sự bất thường nhận thức do sự thay đổi trong tự nhiên hoặc từ trường nhân tạo.

## Trong văn hóa
Truyền thuyết về ngôi nhà bị ma ám từ lâu đã xuất hiện trong văn học. Một báo cáo còn lưu giữ được sớm nhất của một ngôi nhà ma ám đến từ một lá thư của Pliny Trẻ. (61 -112 TCN) gửi người bảo trợ của ông là Lucias Sura, trong đó ông mô tả một biệt thự bị ma ám ở Athens. Không ai sống trong nhà cho đến khi triết gia Athenodorus đến thành phố, và bị cám dỗ bởi tiền thuê nhà thấp và dọn vào ở trong biệt thự. Đêm hôm đó, Athenodrus đã nhìn thấy bóng ma và báo mộng cho ông này và chỉ ông này đến một chỗ theo nó. Sáng hôm sau, ông này đã lập tức yêu cầu đào chỗ đó lên và phát hiện một bộ xương của một ông già bị buộc bằng dây thừng. Từ đó con ma không bao giờ xuất hiện trở lại sau khi bộ xương đã được đưa ra chôn cất. Những câu chuyện về ngôi nhà ma cũng được bao gồm trong truyện Một ngàn lẻ một đêm của Ả Rập, như trong câu chuyện của "Ali Cairene và Ngôi nhà Ma ở Baghdad".
Ước tính có khoảng 3.500 đến 5.000 điểm tham quan chuyên nghiệp, kinh doanh với những trò vui ma quái đang hoạt động tại Hoa Kỳ. Ngoài ra, trong khoảng thời gian lễ hội ma Halloween, một vài nhà thờ Tin Lành tại Mỹ đã lập nên một loại "nhà địa ngục", trong đó có nhiều cảnh ma quái, nhưng bên cạnh đó có thêm một số "hậu trường" mô tả hậu quả của những việc như phá thai, đồng tính luyến ái và say xỉn; hay là tổ chức những buổi tiệc ma và trẻ em và các gia đình được mời đến vui chơi trong ngày hội truyền thống với những trang phục quái lạ, với bánh kẹo và thêm lời mời gia nhập cộng đồng tôn giáo.
Đề tài ngôi nhà ma cũng được sử dụng trong văn học (trong nhiều tiểu thuyết và truyện ngắn) và trong điện ảnh, truyền hình như một số phim: Evil Dead II (1987), Ghostbusters (1982), Ngôi nhà sáp (2005), Nhồi xác (2009), Trở lại ngôi nhà trên đồi quỷ ám (2009), Don't Be Afraid of the Dark (2011),...